# Sunette Viljoen
Sunette Viljoen, född 6 oktober 1983, är en sydafrikansk friidrottare som tävlar i spjutkastning. 